# Aschenlied
Das Aschenlied ist ein Wiener Couplet aus dem Theaterstück Das Mädchen aus der Feenwelt oder Der Bauer als Millionär aus dem Jahr 1826 von Ferdinand Raimund. Obwohl die Musik zu diesem Stück von Joseph Drechsler stammt, ist auch die Melodie von Raimund selbst.

## Erläuterung
In der Tradition des Besserungsstücks bekennt sich die Hauptfigur Fortunatus Wurzel am Ende zu ihrer Existenz als Bauer. Neu war in der Zeit Raimunds, dass diese Fügung nicht in Demut geschehen musste, sondern selbstbewusst sein durfte. Als Ausdruck dieses Selbstbewusstseins singt Wurzel sein „Aschenlied“. Deshalb wirkt das Lied nicht moralisierend, sondern rührend.
Die ersten beiden Strophen unterscheiden sich nicht von der barocken Vanitas-Tradition: Dem menschlichen Stolz wird die Vergänglichkeit entgegengehalten. Der Refrain wiederholt, was davon übrig bleibt: Asche. In der zweiten Strophe zeigt sich die Emanzipationsfeindlichkeit dieser Motivtradition: Nach der mittelalterlichen Kleiderordnung durften nur höhergestellte Frauen Spitze tragen. Verstöße wurden mit dem Hinweis auf die Vanitas getadelt, um das Selbstbewusstsein der Untergebenen zu brechen.
In der dritten Strophe kippt die Vanitas aber ins Gegenteil um, was seit Ende des 18. Jahrhunderts neu war: Bürgerliche Tugenden wie Zuverlässigkeit und Treue dürfen die Nichtigkeit überwinden, und der abschließende Refrain wird zu „Kein Aschen“ umgewandelt. Deshalb wurde das Lied als modern empfunden, ähnlich wie Raimunds Hobellied, das mit einer anderen Strategie die Vanitas überwindet. Das Aschenlied löste sich vom Theaterstück und gehört seit dem Ende des Jahrhunderts zum Kernrepertoire des sogenannten Wienerlieds.
Der erste Interpret des Lieds war Raimund selbst. Die meisten österreichischen Volksschauspieler haben es gesungen, wie Alexander Girardi 1918 in seiner letzten Rolle am Burgtheater in Wien oder in neuerer Zeit etwa Hans Moser, Josef Meinrad, Otto Tausig, Otto Schenk oder Fritz Muliar.
Es gibt seit Beginn zahlreiche Zusatzstrophen und Parodien. Eine von Raimund selbst wurde von ihm zur Cholera-Zeit auf der Hofbühne in München gesungen.

## Text
Aschenlied:
So mancher steigt herum,

Der Hochmut bringt ihn um,

Trägt einen schönen Rock,

Ist dumm als wie ein Stock.

Von Stolz ganz aufgebläht,

O Freunderl, das ist öd!

Wie lang steht’s denn noch an,

Bist auch ein Aschenmann!

Ein Aschen! Ein Aschen!

Ein Mädchen kommt daher,

Voll Brüss’ler Spitzen schwer.

Ich frag gleich, wer sie wär:

Die Köchin vom Traiteur!

Packst mit der Schönheit ein,

Gehst glei in d’Kuchel rein!

Ist denn die Welt verkehrt?

Die Köchin ghört zum Herd.

Ein Aschen! Ein Aschen!

Doch vieles in der Welt,

Ich mein nicht etwa ’s Geld,

Ist doch der Mühe wert,

Dass man es hoch verehrt.

Vor alle braven Leut,

Vor Lieb und Dankbarkeit,

Vor treuer Mädchen Glut,

Da zieh ich meinen Hut.

Kein Aschen! Kein Aschen!